# Выборы президента США в Теннесси (2024)
Вы́боры Президе́нта США 2024 го́да в Теннесси́ прошли во вторник, 5 ноября 2024 года. В них приняли участие все 50 штатов, а также округ Колумбия. Избиратели Теннеси выбирали выборщиков, которые будут представлять их в Коллегии выборщиков, путём всенародного голосования. Теннесси имеет 11 голосов выборщиков в Коллегии выборщиков после перераспределения в результате переписи населения США 2020 года (штат сохранил имевшееся ранее количество голосов).

## Внутрипартийные выборы
Праймериз обеих партий состоялись в супервторник, 5 марта 2024 года.

### Праймериз Демократической партии

Праймериз Демократической партии по округам (2024)

| Кандидат    | Голоса  | %    | Делегаты |
| ----------- | ------- | ---- | -------- |
| Джо Байден  | 122 803 | 92,1 | 63       |
| Против всех | 10 475  | 7,9  | 0        |
| Всего       | 133 278 | 100  | 63       |

### Праймериз Республиканской партии

Праймериз Республиканской партии по округам (2024)

| Кандидат                 | Голоса  | %    | Делегаты |
| ------------------------ | ------- | ---- | -------- |
| Дональд Трамп            | 446 850 | 77,3 | 58       |
| Никки Хейли              | 112 958 | 19,6 | 0        |
| Рон Десантис (снялся)    | 7947    | 1,4  | 0        |
| Против всех              | 4884    | 0,9  | 0        |
| Крис Кристи (снялся)     | 1874    | 0,3  | 0        |
| Вивек Рамасвами (снялся) | 1714    | 0,3  | 0        |
| Райан Бинкли (снялся)    | 722     | 0,1  | 0        |
| Эйса Хатчинсон (снялся)  | 533     | 0,1  | 0        |
| Дэвид Стакенберг         | 352     | 0,1  | 0        |
| Всего                    | 577 834 | 100  | 58       |

## Всеобщие выборы

### Предвыборная статистика
Обозначения:
- Р — равенство
- НП — небольшое преимущество
- ДП — достаточное преимущество
- СП — существенное, но преодолимое преимущество
- ОП — огромное преимущество

| Источник              | Рейтинг | По состоянию на: |
| --------------------- | ------- | ---------------- |
| Cook Political Report | ОП (Р)  | 19 декабря 2023  |
| Inside Elections      | ОП (Р)  | 26 апреля 2023   |
| Sabato's Crystal Ball | ОП (Р)  | 29 июня 2023     |
| DDHQ/The Hill         | ОП (Р)  | 14 декабря 2023  |
| CNalysis              | ОП (Р)  | 30 декабря 2023  |
| CNN                   | ОП (Р)  | 14 января 2024   |
| The Economist         | ОП (Р)  | 12 июня 2024     |
| 538                   | ОП (Р)  | 11 июня 2024     |
| RCP                   | ОП (Р)  | 26 июня 2024     |

### Опросы
Дональд Трамп vs. Камала Харрис
| Источник опроса        | Период проведения             | Размер выборки | Уровень погрешности | Дональд Трамп Республиканская | Камала Харрис Демократическая | НИ  |
| ---------------------- | ----------------------------- | -------------- | ------------------- | ----------------------------- | ----------------------------- | --- |
| ActiVote               | 24 сентября — 16 октября 2024 | 400 (ПИ)       | ±4,9%               | 62%                           | 38%                           | —   |
| Targoz Market Research | 27 сентября — 8 октября 2024  | 1200 (ЗИ)      | ±2,8%               | 54%                           | 35%                           | 11% |
| Targoz Market Research | 27 сентября — 8 октября 2024  | 971 (ПИ)       | ±2,8%               | 56%                           | 35%                           | 9%  |
| ActiVote               | 27 июля — 29 августа 2024     | 400 (ПИ)       | ±4,9%               | 63%                           | 37%                           | —   |